# Linux
 Der er for få eller ingen kildehenvisninger i denne artikel, hvilket er et problem. Du kan hjælpe ved at angive troværdige kilder til de påstande, som fremføres i artiklen.

Linux er en UNIX-lignende styresystemkerne, som er POSIX-kompatibel. Kombineres Linux-kernen med GNU-systemet har man et komplet styresystem benævnet GNU/Linux. Mange siger bare "Linux" om hele styresystemet (kerne og hjælpeværktøjer), men det mener nogle er en uskik (se Linux-GNU/Linux-navnestriden).
På et sådant styresystem kan man køre mange forskellige applikationer og langt de fleste GNU/Linux-distributioner til kontor-pc'er starter som udgangspunkt op i den grafiske brugerflade X (The X Window System eller X11), som kommer fra en tredje kilde. En GNU/Linux-distribution til kontor-pc'er har ofte en hel del fri programmer med herunder kontorpakken LibreOffice, webbrowseren Firefox, e-postklienterne Thunderbird og Evolution, grafikprogrammet Gimp samt mange flere.
Linux-distributionerne har traditionelt deres største udbredelse på servere, men er hastigt på vej på almindelige pc'er. Der findes mange forskellige Linux-distributioner. Flere af de større distributioner har også et dansk installeringsprogram. Anvender man et af de gængse skrivebordsmiljøer som GNOME og/eller KDE, har man normalt automatisk en komplet dansk brugerflade, dog bortset fra enkelte applikationer, som måske ikke er oversat. Bemærk at mange distributioner blander fri software med lukket, proprietært software. Nogle indeholder dog kun frit programmel og kaldes frie distributioner.
Pingvinen Tux, som er maskot for Linux (der findes dog andre, knap så almindelige) blev skabt af Larry Ewing i 1996.

## Introduktion
Linux-projektet blev startet i 1991 af finnen Linus Torvalds, som fik den gode idé at bede andre om at hjælpe via internettet. Kildekoden var offentligt tilgængelig, og det har efterhånden fået mange tusinde til at deltage i projektet med at videreudvikle Linux-kernen. Udviklingen af Linux-kernen foregår stadig i et internationalt miljø af interesserede programmører. Dog er mange af de vigtigste programmører i dag ansat af forskellige virksomheder, der har en interesse i at støtte udviklingen af Linux-kernen. Det er også årsagen til den juridiske strid, der er i gang imellem SCO (der ejer nogle af licensrettighederne til Unix) og IBM. SCO beskylder IBM (og andre virksomheder) for at have kopieret kildekode fra Unix ind i Linux, men har ikke leveret beviser for påstanden.
Linux-kernen blev oprindeligt kun udviklet til Intel-baserede pc'er, men sidenhen er den udviklet til at kunne bruges på næsten alle computertyper fra indlejrede mikrosystemer til store mainframes. Kernen udmærker sig ved at være frit tilgængelig, relativt stabil (i det mindste på x86), og der er fri adgang til kildekoden, som er sikret ved hjælp af GPL, som er en fri software-licens.
Opbygningen er traditionelt blevet karakteriseret som en monolitisk kerne i modsætning til en mikrokerne.

## Historie
I 1983 startede GNU-projektet, som kan siges at være basen for, at Linux kunne blive til. Kort fortalt havde dette projekt til formål at skabe et UNIX-lignende styresystem. Der blev lavet flere forsøg med forskellige kerner (f.eks. Trix, Hurd og Mach Microkernel), dog uden de bedste resultater.
Manglen på GNU kernen inspirerede i 1991 Linus Torvalds til at påbegynde udviklingen af en ny kerne, der senere skulle blive til Linux. Torvalds studerede på daværende tidspunkt på universitet i Helsinki og arbejdede til daglig med Minix, som er en simplificeret UNIX, udviklet af Andrew Tanenbaum til brug i undervisningsøjemed. Tanenbaum tillod dog ikke andre at udvide sit styresystem, hvilket gav Torvalds drivkraft til at udvikle sit eget.
Som binære filer – dvs. programmer, der kan eksekveres – lå Linux på en diskette, som det kunne startes fra uafhængigt af det styresystem, der i forvejen måtte være installeret. Terminalen kørte to tråde – en til at modtage signaler og en anden til at sende signaler til en serielport. Da Torvalds fik behov for at arbejde med filer på diskene, udvidede han terminalemulatoren med filhåndtering. Efter dette blev systemet gradvist udvidet indtil det blev til en komplet kerne til et styresystem som overholdt POSIX-standarderne. Den første version af Linux-kernen (0.01) blev frigivet til internettet den 17. september 1991 med anden version allerede i oktober. Siden da har tusindvis af udviklere verden over hjulpet med projektet. Eric S. Raymond har skrevet bogen The Cathedral and the Bazaar, som omhandler Linux-kernens model og lignende software.
Ved version 0.01 havde Torvalds implementeret POSIX-modellen tilstrækkeligt til at kunne køre GNU's Bash shell; efter bootstrappingen accelererede udviklingen drastisk. En computer skulle normalt køre Minix før man kunne configurere, compile og installere Linux. Tidligere versioner af Linux krævede, at der var et styresystem til stede på harddisken for at kunne boote (starte) den, men snart kom der uafhængige bootloader, hvoraf de mest kendte er Lilo og Grub. Der gik ikke lang tid før Linux overhalede Minix i funktionalitet; Torvalds og andre af de første kerne-udviklere udvidede supporten af GNU-elementer og brugerflade-programmer for at skabe et fuldt funktionelt styresystem.
Den dag i dag udvikler Torvalds stadig på kernen, mens andre undersystemer er GNU-komponenter udviklet separat. Delen med at sammensætte et fuldt integreret system med grafisk brugerflade (fx GNOME og KDE som bygger over X-serveren, som er en Window Manager) med videre, er noget der i dag håndteres af de forskellige distributioner.

### Navnets oprindelse
Valget af navnet Linux er en konsekvens af Linus Torvalds eget navn Linus, samt et x der repræsenterer tilhørsforholdet til Unix. Som et kuriosum kan det nævnes, at Linus Torvalds oprindeligt havde planer om at offentliggøre Linux under navnet Freax (Free, freak og x fra Unix). Ari Lemmke, der stillede serverplads til rådighed for den første offentlige udgave, var dog ikke tilfreds med dette navn, og gav i stedet Linus Torvalds adgang til et katalog med navnet linux.
X'et fra Linux har en lang historie. Det stammer som nævnt fra styresystemet Unix, der dog før hed Unics (Uniplexed Information and Computing Service). Unics blev udviklet i 1969 med inspiration fra det eksisterende styresystem Multics (Multiplexed Information and Computing Service), hvorfra også navnet kommer. I 1987 udviklede Andrew Tanenbaum Minix, en Unix-klon med bærer af det berømte X, og det var det styresystem, der i 1991 gav Linus Torvalds inspiration til at skabe Linux.

## Udtale
Linux udtales normalt som det staves. Denne udtale er også i danske kredse regnet for korrekt[kilde mangler]. Det kan i lydfilerne på linuxkernens hjemmeside høres hvordan Torvalds selv udtaler Linux på henholdsvis engelsk og svensk.

## Licens
Linux-kernen samt størstedelen af GNU-komponenterne er under GNU General Public License (GPL), som er en licens som anvendes til det meste opensource software. Linus' oprindelige licens, der blev brugt til og med version 0.11, udelukkede enhver form for kommerciel brug.

## Distributioner
Der findes flere forskellige afarter af Linux. Disse afarter – eller mærker – kaldes distributioner. Valget af distribution har altid været debatteret i Linux-samfundet. Mangfoldigheden er stor, men de fleste Linux-brugere vælger en distribution der er baseret på enten deb-pakker eller rpm-pakker. Deb-pakker benyttes af familien af Debian-baserede systemer fx Ubuntu, mens rpm-pakker er baseret på Red Hat Linux's pakkesystem, som bl.a. anvendes i Fedora og Mandriva (navneskift fra Mandrake Linux)). I praksis er forskellen mellem deb-baserede distributioner og rpm-baserede distributioner dog lille.
Endelig er der mere teknisk orienterede brugere der vælger at oversætte linux-kernen og evt. tilhørende software selv.
Der er et nærmest uanet hav af mulige valg af distributioner, valget afhænger både af personlige præferencer og computerens formål. Normalt anbefales det nye brugere, som bare skal bruge en pc, at vælge en af de store distributioner som fx Ubuntu, Fedora (tidligere kendt som Red Hat Linux), Mandriva, eller openSUSE. Især Ubuntu er blevet meget populær, og anses for et sikkert valg for nye brugere.

## Portabilitet
Oprindelig havde Linus Torvalds tænkt Linux som en kerne kun til 386 (Intel processorarkitektur), men sidenhen er Linux blevet tilpasset bl.a.:
- Intel/AMD x86
- x86-64 (AMD's AMD64 og Intels EM64T)
- IA-64
- ARM
- DEC Alpha
- ESA/390
- Motorola 68K
- MIPS
- PA-RISC
- PowerPC
- SuperH
- SPARC

## Windows-applikationer i et linuxmiljø
Mange tidligere Windows-brugere har behov for at køre Windows-applikationer. Den enkleste løsning er Wine, som er gratis, og de kommercielle programmer Crossover Office og Cedega. Disse gør applikationerne kompatible ved at reimplementere Windows API i Linux. Mange programmer kan i dette miljø køre lige så hurtigt som på en Windows-maskine, og i enkelte tilfælde hurtigere. Styrken ved denne løsning er, at programmerne ikke kræver en installation af Windows, og dermed heller ingen licens. Svaghederne er at det ikke er et 100% kompatibelt system.
En anden mulighed er Win4Lin, et kommercielt program som konverterer Windows API sådan at den kører indenfor Linux frem for at reimplementere denne. Dette kræver at Windows er installeret, ikke som styresystem men som et program i Linux. Windows køres så i et vindue, og i dette vinduet kan man åbne alle Windows-applikationer. Programmet støtter alle versioner af Windows til og med XP, men der er per august 2005 fortsat problemer med at bruge det i et netværksmiljø ligesom man må gennem en anden server.
Et tredje alternativ er at bruge en virtuel maskine, hvor man kører hele Windows fra Linux (emulering).
Svaghederne med en emulatorløsning er, at man kan risikere kraftig nedsat hastighed. Man må installere Windows for at dette skal fungere. Windows-programmer som køres på denne måde kan ikke fuldt integreres i Linux-skrivebordet. Man kan for eksempel ved højreklik i Linux ikke vælge at åbne en fil med et program, der er installeret i en virtuel Windows-installation.

## Frie distributioner
Der er et stort udvalg af helt frie GNU/Linux-distributioner (nogle gange forkortet "distro"), som kun har frie programmer, softwarepakker osv., såsom Debian eller Trisquel.
Lederen af GNU-projektet Richard Stallman bruger f.eks. distroen kaldet Trisquel på sin IBM ThinkPad X60.
Når man snakker om fri software i denne sammenhæng, må det ikke forveksles med gratis software. Fri software er en generel betegnelse for open-source software publiceret med en fri software licens, som f.eks GPL eller lignende licenser.